# Ґолавін
Ґолавін (пол. Goławin) — село в Польщі, у гміні Червінськ-над-Віслою Плонського повіту Мазовецького воєводства.
Населення — 416 осіб (2011).
У 1975-1998 роках село належало до Плоцького воєводства.

## Демографія
Демографічна структура станом на 31 березня 2011 року:
|          | Загалом | Допрацездатний вік | Працездатний вік | Постпрацездатний вік |
| -------- | ------- | ------------------ | ---------------- | -------------------- |
| Чоловіки | 210     | 47                 | 143              | 20                   |
| Жінки    | 206     | 34                 | 132              | 40                   |
| Разом    | 416     | 81                 | 275              | 60                   |